# Умка (притока Кепа)
У́мка (Малий Ум) — річка в Росії, права притока Кепа. Протікає територією Удмуртії (Ігринський район, Балезінський район).
Річка починається неподалік села Башмаково Ігринського району як Малий Ум, протікає спочатку на північ, потім плавно повертає на північний схід. Перед входом на територію Балезинського району річка повертає на північний захід. Впадає до Кепа біля колишнього села Умськ. Береги річки заліснені, подекуди заболочені. Приймає декілька дрібних приток, найбільша з яких ліва Ордес.
Над річкою не розташовано населених пунктів. У верхній течії, в долині річки, ведеться видобуток нафти. В середній течії на березі річки збудований дитячий табір.